# 1328
Năm 1328 (số La Mã: MCCCXXVIII) là một năm nhuận bắt đầu từ ngày thứ Sáu trong lịch Julius.

## Sinh
- 7 tháng 5 - VI Louis La Mã, Công tước xứ Bavaria và cử tri của Brandenburg (mất 1365)
- 25 tháng 6 - William Montacute, bá tước thứ hai của Salisbury, lãnh đạo quân sự Anh (mất 1397)
- 29 tháng 9 - Joan of Kent, vợ của Edward, Hoàng tử đen (mất 1385)
- 9 tháng 10 - King [[Peter I của] Síp] (mất 1369)
- Avignon Giáo hoàng Benedict XIII (mất 1423)
- Hoàng Go-Murakami của Nhật Bản (mất 1368)
- Roger Mortimer, công tước thứ hai của March (mất 1360)